# 최진석 (철학자)
최진석(崔珍晳)은 대한민국의 철학자이다.

## 생애
전라남도 신안군 하의면 후광리(당시는 무안군) 장병도에서 태어났다.  서강대학교 철학 학사, 석사 베이징대학교 대학원 도가철학 박사를 받았고 노자, 장자 철학의 대가로 꼽힌다.

## 학력
- 손불동국민학교 → 향교국민학교 (전학)
- 광주월산국민학교 (졸업)
- 살레시오중학교 (17회 / 졸업)
- 광주대동고등학교 (졸업)
- 서강대학교
  - 문과대학 (철학 / 학사)
  - 대학원 (철학 / 석사)(철학 / 박사 과정 중퇴)
- 베이징대학 (철학 / 박사)

## 경력
- 하버드 대학교 옌칭연구소 방문학자
- 토론토 대학교 동아시아학과 방문교수
- 건명원 인문학 운영위원
- 초대 건명원장
- 국민의 도전 선거대책위원회 상임선거대책위원장
- 한국의희망 상임대표